# Toco (Bolivia)
Toco, a veces escrito Toko, es una localidad y un municipio de Bolivia, ubicado en la provincia de Germán Jordán en el departamento de Cochabamba. El municipio tiene una superficie de 79,24 km² y cuenta con una población de 7.057 habitantes (según el Censo INE 2012). La localidad se encuentra a 43 km de Cochabamba, la capital del departamento, sobre la carretera antigua a Santa Cruz (Ruta Nacional 4). Los idiomas predominantes en la población son el castellano y el quechua.

## Historia
El municipio de Toco fue creado el 3 de abril de 1956 durante el gobierno de Hernán Siles Zuazo.
El 2018 el municipio fue declarado zona de desastre natural por las riadas que se registraron ese año, provocando que 26 casas de adobe colapsen y 92 hectáreas de cultivos queden anegadas en 18 de sus comunidades.

## Geografía
El territorio municipal tiene una altitud de 2700 a 3000 m s. n. m. Sus ríos, quebradas y torrenteras pertenecen a la cuenca del Valle Alto, siendo el río Cliza su principal recurso hídrico.
La zona de Toco tiene un clima templado, semiárido generalizado con una temperatura promedio de 16 °C, una precipitación anual de 450 mm y una fluctuación de humedad relativa entre el 40% y 70%.
Toco ocupa el tercio más meridional de la provincia de Germán Jordán, en la región del Valle Alto al centro del departamento de Cochabamba. Limita al norte con el municipio de Cliza, al este con la provincia de Punata, y al sur y al oeste con la provincia de Esteban Arze.

## Demografía
De acuerdo con el censo boliviano de 2024, la población del municipio de Toco es de 7 208 habitantes.
La población del municipio aumentó ligeramente entre 1992 y 2024:
| Año  | Habitantes (municipio) | Fuente |
| ---- | ---------------------- | ------ |
| 1992 | 6380                   | Censo  |
| 2001 | 6460                   | Censo  |
| 2012 | 7057                   | Censo  |
| 2024 | 7208                   | Censo  |

## Economía
La economía del municipio es principalmente dedicado a la producción agropecuaria, siendo los cultivos principales el maíz, papa, cebolla, cebada, alfalfa, haba, arveja y una variedad de hortalizas. La producción se destina en un 60% para el autoconsumo y la reserva de semillas, mientras que el 40% excedente es comercializado en las ferias. Los subproductos agrícolas son la chicha de maíz, cereales pelados y harina que son destinados para la venta.
En el área de turismo, existen espacios turísticos poco aprovechados como ser: los bateanes del Río Siches, la represa de Chua Loma, los molinos de piedra, el templo y antigua iglesia San Miguel, entre otros.
El municipio es conocido a nivel nacional por su famoso Pan de Toco de elaboración artesanal, también llamado “chama” o “mama qhonghachi”, del cual los pobladores han hecho de esta actividad una de sus principales fuentes de sustento. Se realiza regularmente una feria especial de este pan y es comercializado en varios mercados de las principales ciudades a nivel nacional.

## Transporte
Toco se encuentra a 45 kilómetros por carretera al sureste de Cochabamba, la capital del departamento.
Desde Cochabamba, la carretera nacional asfaltada Ruta 7 conduce al sureste durante 33 km hasta Tolata, desde allí por la Ruta 4305 ocho kilómetros más al sur hasta Cliza y otros cuatro kilómetros hasta Toco.